# Pteridium aquilinum
Pteridium aquilinum, helecho águila o amambáy es una especie de helecho perteneciente a la familia Dennstaedtiaceae. Esta especie es uno de los organismos vegetales de más amplia distribución pudiéndose encontrar en todos los continentes, salvo la Antártida. Tuvo importancia entre los guaraníes como remedio.

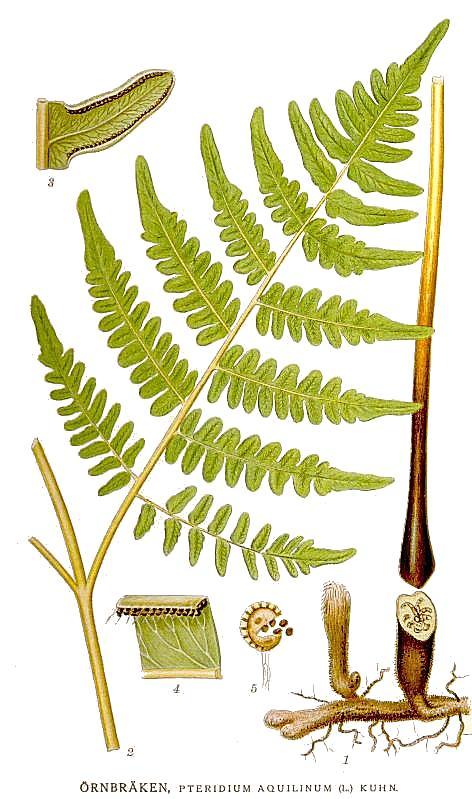
Ilustración

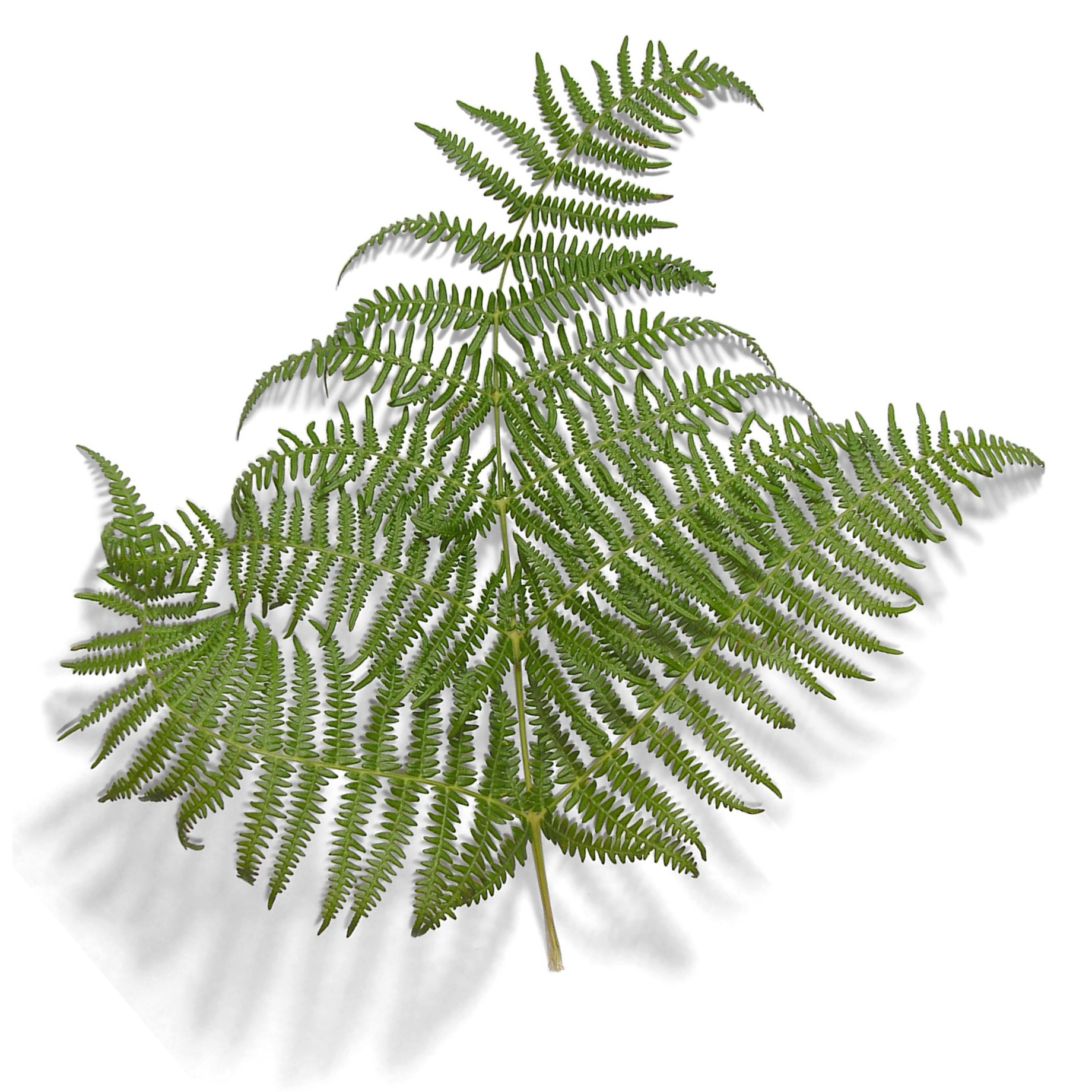
Detalle de los frondes

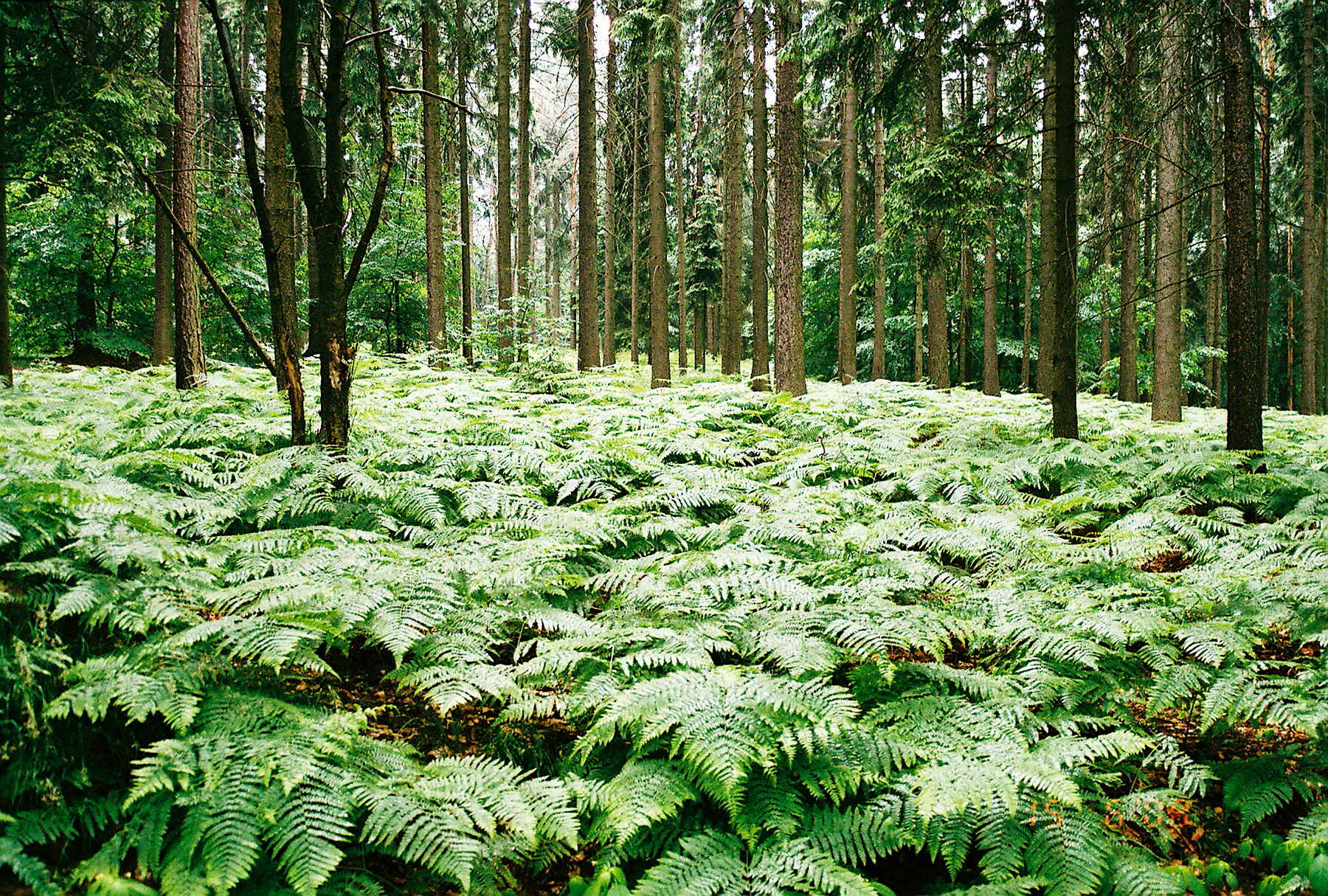
Vista de la planta en su hábitat

## Descripción
Helecho isospóreo vivaz o perenne con un rizoma subterráneo muy desarrollado que llega a alcanzar hasta un metro de longitud de color pardo y cubierto de vellosidades oscuras. Frondes muy grandes, de hasta 2 metros con láminas tri o cuatripinnadas con pinnas ovoides y glabras en el haz mientras que en el envés son muy pilosas, peciolo menor o igual en longitud que la lámina.
Posee soros reunidos en cenosoros lineares con doble indusio, por una parte un pseudoindusio membranoso compuesto por la misma lámina y un indusio verdadero de color pardo situados en el envés de los frondes. Esporangios esferoidales con anillo longitudinal, esporas triletas muy ligeras que se diseminan muy rápidamente por el viento.

## Hábitat
Especie subcosmopolita de distribución mundial y ausente en zonas desérticas y subdesérticas que habita desde el nivel del mar hasta los 2900 de altitud (dependiendo del sitio de distribución) aproximadamente sobre suelos profundos bien drenados hasta arenosos en zonas frescas con sustratos pobres en bases o ligeramente silíceos. Forma parte de numerosas series de vegetación y sus etapas de degradación al ser extremadamente resistente a los incendios forestales.

## Distribución
Bracken es originario de Europa, Asia oriental y América del Norte. En América, se encuentra en todo el territorio continental de los Estados Unidos y en las provincias canadienses de Ontario, Quebec y Terranova. El límite norte de su área de distribución se extiende hasta el sur de Alaska, mientras que el sur alcanza las porciones del sur de México.

## Taxonomía
Brachypodium phoenicoides fue descrita por  (L.) Kuhn y publicado en  Botanik von Ost-Afrika 3(3): 11. 1879.
Citología
Número de cromosomas de Pteridium aquilinum (Fam. Hypolepidaceae) y táxones infraespecíficos: 2n=52
Etimología
Pteridium: nombre genérico que es un diminutivo de Pteris, nombre latino  procedente del griego pteron, que significa "ala", por la forma de las frondes.
aquilinum: adjetivo latino que significa "como águila".
Sinonimia
- Pteridium japonicum Tardieu & C. Chr.
- Pteridium latiusculum (Desv.) Hieron. ex Fries
- Pteris aquilina L.
- Pteris aquilina Michx.
- Pteris aquilina f. glabrior Carruth.
- Pteris aquilina var. lanuginosa (Bory ex Willd.) Hook.
- Pteris capensis Thunb.
- Pteris lanuginosa Bory ex Willd.[6]

## Nombres comunes
- Castellano:  afeto (2), ajelecho, alecho, elecho, fainto, falaguera (7), falaguera aquilina, faleito, faleito grande, faleitu, faleto, falguera común, feinta, felce, felces, felechas, felechera, felechina (2), felecho (3), felechu (2), feleicho (2), feleito (4), feleitos bravos, feleitu, felguera, felicha, fenacho, fenecho (3), feto, fileito, flecho, foguera, fointo, fuleito, fulguera, gelecho, genecho, halecha, halecho (9), halechos, haleito, helecha (3), helechas, helechera, helechina, helecho (29), helecho común (25), helecho de águila, helecho gigante, helecho hembra (7), helecho macho, helecho silvestre, helecho águila (6), helechos (2), helechu (2), hierba falaguera (2), ilichu, jalecho, jalechu, jelecha (3), jelecho (13), jelechos, jelerchos, jenecho (2), jeus, lechales (3), lecho (2), lecho , lechos, piripoyo, shapumba, xelecha, xelechina, xilichu.[7] (Entre paréntesis, el número de especies que llevan ese nombre común).